# Bethesda (Antigua och Barbuda)
Bethesda är en ort i Antigua och Barbuda. Den ligger i parishen Parish of Saint Paul, i den centrala delen av landet. Antalet invånare är 499.